# ام‌اس آلوتار
ام‌اس آلوتار ((به انگلیسی: MS Aallotar)) یک کشتی فری خودرویی-مسافری بود که در سال ۱۹۷۲ توسط شرکت Dubegion-Normandie S.A. در نانت، فرانسه ساخته شد. طول این کشتی ۱۲۶٫۷۹ متر (۴۱۶ فوت ۰ اینچ) بود. این کشتی برای شرکت کشتیرانی فنلاند ساخته شد و در خطوط سیلیا لاین به کار گرفته شد. ام‌اس آلوتار نخستین کشتی فری خودرویی-مسافری بود که در مسیر هلسینکی-استکهلم فعالیت می‌کرد و همچنین نخستین کشتی‌ای بود که خدمات حمل و نقل سالانه را در این مسیر ارائه داد.
پس از پایان دوره فعالیت با نام اصلی، این کشتی به نام‌های مختلفی همچون ام‌اس روگالین، ام‌اس ایدا و ام‌اس سلتیک پراید شناخته می‌شد. ام‌اس آلوتار در سال ۲۰۰۴ در آلیاğa، ترکیه به اوراق تبدیل شد.